# Djuha (Insel)
Djuha ist eine der indonesischen Barat-Daya-Inseln (Südwestinseln) in der Bandasee.

## Geographie

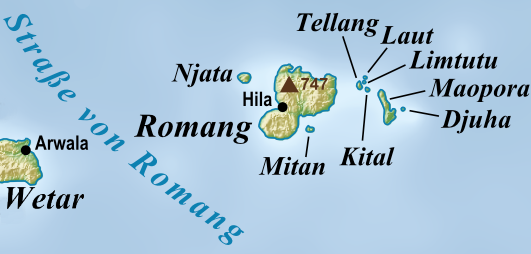
Tellang liegt östlich der Insel Djuha

Djuha liegt östlich der Insel Maopora. Sie ist damit die östlichste der Inselgruppe um Romang. Die Inseln gehören zum Distrikt (Kecamatan) Pulau-Pulau Terselatan, Regierungsbezirk (Kabupaten) Südwestmolukken (Maluku Barat Daya), Provinz Maluku.